# Долгоруков, Тимофей Иванович (окольничий)
Князь Тимофей Иванович Долгоруков — голова и воевода, окольничий во времена правления Ивана IV Васильевича Грозного. Рюрикович в XXI колене.
Сын князя и воеводы Ивана Тимофеевича Долгорукова по прозванию Рыжко. Имел братьев: Ивана Ивановича Гуся, Григория Ивановича Большого и Григория Ивановича Меньшого Чёрта.

## Биография
На свадьбе князя Владимира Андреевича с Евдокией Александровной Нагой «нёс каравай к церкви» (31 мая 1551). В Большом полку царевича Шиг-Алея — пристав при нём, потом один из воевод в Полоцке и под Красным (1564—1566). Приехал в Новгород, назначенный на место князя Петра Даниловича Пронского, воеводой в земщину (12 июня 1572). При поездке Ивана Грозного в Новгород, оставлен в Москве вторым, для её оберегания (1572). Второй воевода левой руки на Оке, потом на Кашире (1573—1576). Голова в Большом полку Шереметьева и по отпуску больших воевод, оставлен воеводой левой руки (1576). По росписи обороны Москвы, был вторым после князя Андрея Петровича Куракина (1579). Пожалован в окольничии (1579).
Умер (1580) и похоронен с женой в Чудовом монастыре.